# Belvés (Dordonya)
Belvés (en francès Belvès) és un municipi francès situat al departament de la Dordonya i a la regió de la Nova Aquitània.

## Demografia
| 1962                                       | 1968  | 1975  | 1982  | 1990  | 1999  | 2007  |
| ------------------------------------------ | ----- | ----- | ----- | ----- | ----- | ----- |
| 1.680                                      | 1.714 | 1.623 | 1.581 | 1.553 | 1.428 | 1.482 |
| Des de 1962: població sense dobles comptes |       |       |       |       |       |       |

## Administració
| Període   | Identitat            | Partit        |
| --------- | -------------------- | ------------- |
| 1989-1995 | René Barde           |               |
| 1995-1996 | René Malaurie        | Divers droite |
| 1996-2004 | Claudine Le Barbier  | Divers droite |
| 2004-     | Jean-Pierre Lavialle | Divers droite |